# Pietro Mengoli
Pietro Mengoli, italijanski matematik in duhovnik, * 1626, Bologna, Italija, † 1686, Bologna.

## Življenje in delo
Mengoli je študiral na Univerzi v Bologni in diplomiral leta 1647. Med njegovimi učitelji je bil Cavalieri, ki je tam predaval od leta 1629. Mengoli je nasledil Cavalierija po njegovi smrti leta 1647 in bil profesor do smrti. Že med poučevanjem je leta 1650 doktoriral iz filozofije. Tri leta kasneje je doktoriral še iz civilnega in cerkvenega prava. Ves ta čas je bil tudi vodja stolice za matematiko. V tem času so ga posvetili v duhovniški stran.
Začel se je zanimati za vrste in je najprej raziskoval vsote geometričnih vrst. Leta 1644 je podal baselski problem, ki ga je rešil osemindvajsetletni Euler leta 1735, in hevristično našel točno vrednost vsote obratnih vrednosti kvadratov naravnih števil:
{\displaystyle \sum _{n=1}^{\infty }{\frac {1}{n^{2}}}={\frac {1}{1^{2}}}+{\frac {1}{2^{2}}}+{\frac {1}{3^{2}}}+\cdots =\zeta (2)={\frac {\pi ^{2}}{6}}=1,644934\ldots \!\,.}
Leta 1774 je Euler podal strogi dokaz zanj.
V članku iz leta 1650 je Mengoli dokazal konvergenco alternirajoče harmonične vrste in določil njeno vsoto, enako naravnemu logaritmu od 2. To vrsto, ki je posebni primer Mercatorjeve vrste, je v tem času raziskoval tudi Mercator.
Mengoli je dokazal tudi divergenco harmonične vrste in podal dokaz, da je Wallisov produkt za π iz leta 1655 pravilen. Prvi je pokazal, da lahko vsota vrste, katere členi se zmanjšujejo proti 0, postane večja od kateregakoli števila.
Njegovo delo Novae quadraturae arithmeticae, seu de additione fractionum iz leta 1650 je močno razmaknilo zgodnja raziskovanja neskončnih vrst Na področju matematike je bil precej nazadnjaški, vendar je bil pomemben vezni člen med Cavalierijevim in Leibnizevim delom.
V delu Novae quadraturae je raziskoval tudi vsoto vrste obratnih vrednosti trikotniških števil {\displaystyle n(n+1)/2}:
{\displaystyle \sum _{n=1}^{\infty }{\frac {1}{\frac {n(n+1)}{2}}}=1+{\frac {1}{3}}+{\frac {1}{6}}+\cdots \!\,.}
Njena n-ta delna vsota je enaka:
{\displaystyle s_{n}=1+{\frac {n}{n+2}},\quad (n\geq 0)\!\,.}
Vrsta je konvergentna, njena vsota pa je enaka:
{\displaystyle s=\lim _{n\to \infty }s_{n}=\lim _{n\to \infty }\left(1+{\frac {n}{n+2}}\right)=1+\lim _{n\to \infty }{\frac {n}{n+2}}=1+\lim _{n\to \infty }{\frac {1}{1}}=2\!\,.}
V delu je pokazal tudi, da vrsta:
{\displaystyle \sum _{n=1}^{\infty }{\frac {1}{n(n+r)}}={\frac {1}{1+r}}+{\frac {1}{2(2+r)}}+{\frac {1}{3(3+r)}}+\cdots \!\,}
konvergira za vse {\displaystyle r>0}. Njena n-ta delna vsota je enaka:
{\displaystyle s_{n}=\left(1+{\frac {1}{2}}+{\frac {1}{3}}+\cdots {\frac {1}{r}}\right)/r={\frac {H_{r}}{r}}\!\,.}
Tu je {\displaystyle H_{r}} r-to harmonično število. Vsote so po vrsti (za r = 1, 2, 3,...) enake 1, 3/4, 11/8, 25/48, ... Posebej se za r = 1 vrsta imenuje Mengolijeva vrsta in je klasični zgled teleskopske vrste.
Zanimal se je tudi za astronomijo in je napisal knjigo o lomu svetlobe v ozračju. Napisal je tudi delo Speculationi di musica o matematični glasbeni teoriji na podlagi anatomije človeškega uha. Izšlo je leta 1670.